# Budcat Creations
Budcat Creations, LLC fue una empresa desarrolladora de videojuegos privada fundada en 2000 en Las Vegas, Nevada. La compañía se mudó a Iowa City, Iowa en 2005. Los títulos lanzados por Budcat incluyen versiones específicas de consola de Guitar Hero III: Legends of Rock, Psychonauts y la serie Madden NFL. La compañía fue comprada por Activision Blizzard el 10 de noviembre de 2008, y posteriormente cerrada el 16 de noviembre de 2010.

## Historia
Budcat fue fundada por Jason Isaac Andersen y Burns, que se reunió mientras trabajaba en EA Tiburon. Los dos aceptaron formar Budcat para el desarrollo de varios puertos de Madden NFL 2002 para Electronic Arts. La empresa pasó a producir una serie de títulos deportivos de EA en los próximos cinco años, incluyendo las entradas en la NASCAR Thunder, NHL, y de la serie FIFA Manager.
En 2005, Budcat se trasladó a sus actuales oficinas ubicadas en Iowa City con el fin de facilitar la expansión de sus oficinas. Budcat desde entonces ha trabajado en asociación con Majesco Entertainment y Activision en varios títulos, además de seguir trabajando con Electronic Arts en una mayor variedad de juegos.

## Juegos
| Lanzamiento | Título                             | Plataforma    | Distribuidor    |
| ----------- | ---------------------------------- | ------------- | --------------- |
| 2009        | Guitar Hero: 5                     | PlayStation 2 | Neversoft       |
| 2009        | Guitar Hero: Metallica             | PS2           | Neversoft       |
| 2008        | Guitar Hero: World Tour            | PS2           | Activision      |
| 2008        | Our House (in development)         | Wii           | Majesco         |
| 2008        | Guitar Hero: Aerosmith             | PS2           | Activision      |
| 2008        | Blast Works: Build, Trade, Destroy | Wii           | Majesco         |
| 2007        | Guitar Hero III: Legends of Rock   | PS2           | Activision      |
| 2007        | The New York Times Crosswords      | NDS           | Majesco         |
| 2007        | Medal of Honor: Vanguard           | Wii           | Electronic Arts |
| 2007        | Arena Football: Road to Glory      | PS2           | EA Sports       |
| 2006        | Nacho Libre                        | NDS           | Majesco         |
| 2005        | Madden NFL 06                      | PC            | EA Sports       |
| 2005        | Psychonauts                        | PS2           | Majesco         |
| 2004        | Total Club Manager 2005            | Xbox, PS2     | EA Sports       |
| 2004        | Madden NFL 2005                    | PC            | EA Sports       |
| 2003        | Total Club Manager 2004            | Xbox, PS2     | EA Sports       |
| 2003        | Madden NFL 2004                    | PS1, GBA      | EA Sports       |
| 2003        | NASCAR Thunder 2004                | PS1           | EA Sports       |
| 2002        | NASCAR Thunder 2003                | PS1           | EA Sports       |
| 2002        | Madden NFL 2003                    | PS1, GBA      | EA Sports       |
| 2002        | NHL 2002                           | GBA           | EA Sports       |
| 2002        | Desert Strike Advance              | GBA           | Electronic Arts |
| 2001        | Madden NFL 2002                    | PS1, N64, GBA | EA Sports       |